# Howard S. Frank
Howard S. Frank est le chef de l'exploitation de Carnival Corporation depuis janvier 1998 et de sa filiale de Carnival Plc depuis le 17 avril 2003. Il est chargé de diriger des stratégies de développement des affaires. Il a rejoint la société comme vice-président des finances en juillet 1989. De juillet 1989 à janvier 1998, il a servi comme chef de la direction financière et chef de la direction comptable de Carnival Corp.